# Хуан Австрийский
Дон Хуа́н Австри́йский (исп. Don Juan de Austria; 25 февраля 1545—1 октября 1578) — испанский полководец, незаконный сын Карла V и Барбары Бломберг, дочери регенсбургского бюргера.

## Биография
Родился в Регенсбурге. Когда мальчику исполнилось 3 года, Карл повелел перевести его в Испанию под именем Херонимо и отдать на воспитание приемной семье. Барбару Бломберг выдали замуж за имперского офицера и перевезли в Нидерланды, где она жила под присмотром штадтгальтеров. Мальчик воспитывался дворецким Карла доном Луисом Мендесом де Гехада и его женой доньей Магдаленой де Ульоа. Во время пребывания Карла в Сан-Хусте Херонимо сопровождал де Гехада, так что император мог видеть сына.
Карл V в своём завещании признал дон Хуана своим сыном; Филипп II, относившийся к отцу с благоговением, призвал юного принца ко двору и относился к нему благосклонно. Время с 1561 по 1564 годы дон Хуан провёл в университете в Алкале вместе с дон Карлосом и Александром Пармским; с первым он был в дружеских отношениях. При дворе Хуан приобрёл всеобщее расположение, а король устроил для него отдельный дворец и дал ему те привилегии, которые обыкновенно давались инфантам.
В 1568 году дон Хуан был назначен начальником эскадры, которая была снаряжена для наказания морских разбойников, опустошавших берега Средиземного моря. Он блестяще выполнил свою задачу, победив корсаров в ряде битв. Тяготясь бездельем, дон Хуан просил у Филиппа II назначить его командующим войсками для действий против восставших в Гранаде морисков. Король сначала отказал, но когда война приняла неблагоприятный для испанцев оборот (1569), вынужден был исполнить его желание. Он принял в войне самое деятельное личное участие, лично осадил крепость Галеру, где засели мориски, и взял её после нескольких кровопролитных приступов.
Быстрые успехи вскружили молодому полководцу голову, развили в нём страшное самомнение, сделали его надменным и безмерно честолюбивым: он хотел быть победителем всегда и везде, даже в обыкновенных играх. Когда турки напали на Кипр, принадлежавший венецианцам, для защиты христиан на Востоке составилась «Священная лига» из Венеции, Святого Престола, Испании и Генуи. Тем временем турки успели взять Кипр (1571 год). Дон Хуан одержал победу в битве при Лепанто (1571), предводительствуя флотом из 300 галер, нашёл турецкий флот в гавани Лепанто, напал на него и после ожесточённого и упорного боя разбил наголову. 130 турецких галер попало в руки христиан; 12 000 христианских рабов было освобождено из неволи. Данное событие описано в эпической поэме Жерониму Корте Реала «Аустри́ада, или Победа Хуана Австрийского в заливе Лепанту» (Austríada ou Victoria de D. Juan de Austria en el golfo de Lepanto, 1578).
Победители вернулись в Мессину, не использовав результатов блестящей битвы, но для христиан уже было ясно, что турки не столь непобедимы. Между тем Филипп II, занятый другими делами, охладел к борьбе на Востоке; к тому же, ревнивый к своей власти, он подозрительно смотрел на своего брата, который искал влиятельного и самостоятельного положения. Когда дон Хуан взял Тунис осенью 1573 года, Филипп приказал ему разрушить городские укрепления, не желая тратить средств на удержание этого плацдарма. Дон Хуан составил план здесь, в этой стране, некогда завоёванной его отцом, основать собственное царство, о чём он давно уж мечтал: ввиду этого он укрепил Тунис и окрестные города и обратился к Филиппу II с просьбой признать его королём Туниса, но получил отказ.
Когда дела отвлекли дона Хуана в Северную Италию, вице-короли Неаполя и Сицилии в соответствии с позицией Мадрида не воспрепятствовали занятию турками Туниса и даже Голетты, которой испанцы владели со времён походов Карла V. Дон Хуан стал с нетерпением ожидать другого случая, чтоб приобрести себе царство: «Кто не стремится вперёд, — говорил он, — тот идёт назад». Прежняя сердечность в отношениях короля и дона Хуана исчезла: нет письма его к сестре Маргарите Пармской, в котором бы он не жаловался на Филиппа II. Он стыдился матери и её семьи, хотел быть только сыном императора, заманивал мать в Испанию, чтобы запереть её в монастырь, а её сына от законного брака приказал коварно куда-то запрятать. Бессердечно относился дон Хуан и к своим возлюбленным, и к своему многочисленному незаконному потомству.

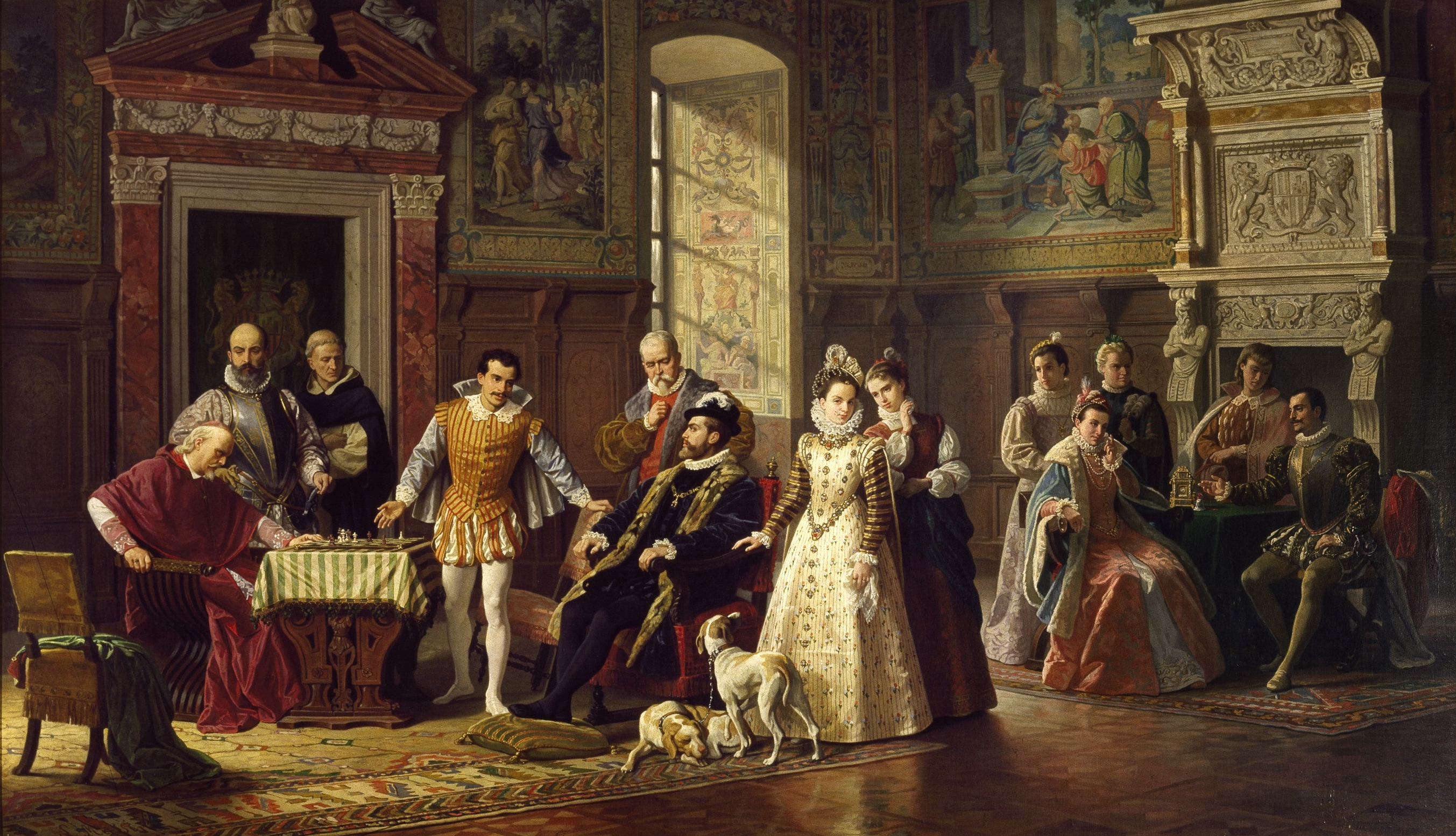
Л. Муссини. Шахматный турнир при дворе короля Испании. 1883. Дон Хуан изображён крайним справа

Будучи генерал-викарием Сицилии, Неаполя и Милана, он составил романтический план, который с радостью поддержал папа Григорий XIII: освободить заключённую в Англии Марию Стюарт и жениться на ней, завладев престолами Англии, Ирландии и Шотландии. В это время (1576 год) Филипп II призвал брата на очень трудный и важный пост наместника Нидерландов, и тот принял назначение с условием, что ему впоследствии будет разрешено вторгнуться в Англию. Менее чем через год после прибытия в Нидерланды дон Хуан подписал с голландскими повстанцами «бессрочный эдикт», обещавший вывод из страны испанских войск в обмен на признания повстанцами властных полномочий Хуана и возвращения в страну католической церкви. Эти условия оказались неприемлемыми для провинций Голландия и Зеландия, и в отместку дон Хуан вернулся на столь любимую им военную стезю, отвоевав у повстанцев Намюр.
Положение дон Хуана в последние месяцы жизни сделалось чрезвычайно сложным. Филипп II не присылал ему ни военной, ни финансовой помощи, разочаровавшись в его верности и подозревая брата в желании провозгласить Нидерланды отдельным государством, а себя нидерландским королём. Особенную неприязнь Филиппа вызывал его секретарь, Хуан де Эскобедо, который был вскоре умерщвлён по приказу из Мадрида. Внезапным выходом из патовой ситуации оказалась скоропостижная смерть дона Хуана от неизвестной заразной болезни, всего лишь на 34 году жизни. На посту испанского наместника в Нидерландах его сменил племянник, Александр Фарнезе.

## Интересные факты
Дон Хуан Австрийский был большим любителем шахмат и покровителем самих шахматистов. Его другом был итальянский шахматист Паоло Бои. В качестве заинтересованного зрителя на Мадридском шахматном турнире 1575 года его изобразил итальянский художник-академист Луиджи Муссини.